# Fusulus
Fusulus is een geslacht van slakken uit de familie van de Clausiliidae.

## Soorten
De volgende soorten zijn bij het geslacht ingedeeld:
- Fusulus approximans (A. Schmidt, 1856)
- Fusulus interruptus (C. Pfeiffer, 1828)

### Synoniemen
- Fusulus (Erjaveciella) H. Nordsieck, 1977 => Fusulus Fitzinger, 1833
- Fusulus (Erjaveciella) approximans (A. Schmidt, 1856) => Fusulus approximans (A. Schmidt, 1856)
- Fusulus (Fusulus) Fitzinger, 1833 => Fusulus Fitzinger, 1833
- Fusulus (Fusulus) interruptus (C. Pfeiffer, 1828) => Fusulus interruptus (C. Pfeiffer, 1828)